# Britt-Ingrid Persson
Britt-Ingrid Persson, kallad BIP, född 18 oktober 1938 i Stensele, är en svensk skulptör och keramiker. Hon bor och arbetar i Stockholm.

## Biografi
Britt-Ingrid Persson utbildades vid Konstfack i Stockholm 1958-1965 med ett påbyggnadsår 1966.
Hennes skulpturer i oglaserad lera från 1970-talet kännetecknas av politiskt engagemang. De föreställer ofta förenklade attributförsedda människohuvuden - det kan röra sig om en pistol eller korslagda armar. Under senare decennier har hon även arbetat i brons och betong.

## Separatutställningar[4]
- Galerie Doktor Glas i Stockholm 1972, 1974, 1978, 1988 och 1992
- Bildmuseet i Umeå 1991
- Luleå konsthall 1997
- Skellefteå konsthall 1997
- Örebro konsthall 2000
- Västerbottens museum i Umeå 2004 (retrospektiv)

## Samlingsutställningar
- Konstfeminism 2005
- Svenska historien, Historiska museet, Stockholm 1993
- GenEtik 1991

## Offentliga uppdrag
- Barnkliniken, S:t Görans sjukhus, Stockholm 1969
- S:t Görans sjukhus, Stockholm 1972
- Kvarteret Korpen Skellefteå: pelare i keramik 1982
- TV-huset, Stockholm: skulpturer, 20 stycken 1987
- Helsingborgs stadspark: skulptur i brons 1994
- Nacka sjukhus entré: skulptur i brons 1996
- Drottning Victorias guldbröllopshem, Stockholm 1997
- Barnmorskeutbildningen, Karolinska Sjukhuset Solna 2000

## Representerad[5]
- Moderna museet[6], Stockholm
- Nationalmuseum[7], Stockholm
- Röhsska museet[8], Göteborg
- Norrköpings konstmuseum
- Bildmuseet Umeå
- Jönköpings läns museum
- Örebro läns museum[9]
- Örebro läns landsting[10]

## Stipendier
- Kungastipendiet 1967 och 1968
- Östersunds stads stipendium 1968